# Norbert Schemansky
Norbert Schemansky   (Detroit, 30 de maig de 1924 - Dearborn, 7 de setembre de 2016) fou un aixecador nord-americà, ja retirat, guanyador de quatre medalles olímpiques.

## Biografia
Va néixer el 30 de maig de 1924 a la ciutat de Detroit, població situada a l'estat de Michigan.

## Carrera esportiva
Va participar, amb 24 anys, als Jocs Olímpics d'Estiu de 1948 celebrats a Londres (Regne Unit), on va aconseguir guanyar la medalla de plata a la prova masculina de pes pesant (+82.5 kg.).{{}} Als Jocs Olímpics d'Estiu de 1952 realitzats a Hèlsinki (Finlàndia) aconseguí guanyar la medalla d'or a la prova de pes semipesant (-90 kg.), i així va aconseguir un nou rècord olímpic. Absent dels Jocs Olímpics d'estiu de 1956 realitzats a Melbourne (Austràlia), als Jocs Olímpics d'Estiu de 1960 realitzats a Roma (Itàlia) aconseguí guanyar una medalla de bronze a la prova de pes pesant (+90 kg.), un metall que repetí en els Jocs Olímpics d'Estiu de 1964 realitzats a Tòquio (Japó).
Al llarg de la seva carrera aconseguí guanyar set medalles al Campionat del Món d'halterofília, tres d'elles d'or; així com una medalla als Jocs Panamericans.